# Belinda Colling
Belinda Louise Colling (Cromwell, 12 settembre 1975) è un'ex cestista neozelandese.

## Carriera
Con la Nuova Zelanda ha disputato i Giochi olimpici di Sydney 2000.